# Драчић
Драчић је насељено место града Ваљева у Колубарском округу. Према попису из 2022. било је 249 становника.

## Демографија
У насељу Драчић живи 223 пунолетна становника, а просечна старост становништва износи 43,9 година (41,5 код мушкараца и 46,3 код жена). У насељу има 77 домаћинстава, а просечан број чланова по домаћинству је 3,43.
Ово насеље је великим делом насељено Србима (према попису из 2002. године), а у последња три пописа, примећен је пад у броју становника.
|  |

| Демографија | Демографија | Демографија |
| Година      | Становника  | Становника  |
| ----------- | ----------- | ----------- |
| 1948.       | 311         |             |
| 1953.       | 399         |             |
| 1961.       | 304         |             |
| 1971.       | 308         |             |
| 1981.       | 290         |             |
| 1991.       | 280         | 278         |
| 2002.       | 264         | 273         |

| Етнички састав према попису из 2002.‍ | Етнички састав према попису из 2002.‍ | Етнички састав према попису из 2002.‍ | Етнички састав према попису из 2002.‍ | Етнички састав према попису из 2002.‍ |
| ------------------------------------ | ------------------------------------ | ------------------------------------ | ------------------------------------ | ------------------------------------ |
|                                      |                                      |                                      |                                      |                                      |
| Срби                                 | Срби                                 |                                      | 262                                  | 99,24%                               |
| Руси                                 | Руси                                 |                                      | 2                                    | 0,75%                                |
| непознато                            | непознато                            |                                      | 0                                    | 0,0%                                 |

| Година пописа     | 1948. | 1953. | 1961. | 1971. | 1981. | 1991. | 2002. |
| ----------------- | ----- | ----- | ----- | ----- | ----- | ----- | ----- |
| Број домаћинстава | 58    | 82    | 71    | 69    | 76    | 75    | 77    |

| Број чланова      | 1  | 2  | 3  | 4  | 5 | 6 | 7 | 8 | 9 | 10 и више | Просек |
| ----------------- | -- | -- | -- | -- | - | - | - | - | - | --------- | ------ |
| Број домаћинстава | 13 | 16 | 16 | 11 | 8 | 8 | 3 | 1 | 0 | 1         | 3,43   |

| Пол    | Укупно | Неожењен/Неудата | Ожењен/Удата | Удовац/Удовица | Разведен/Разведена | Непознато |
| ------ | ------ | ---------------- | ------------ | -------------- | ------------------ | --------- |
| Мушки  | 114    | 29               | 83           | 2              | 0                  | 0         |
| Женски | 117    | 19               | 78           | 19             | 0                  | 1         |
| УКУПНО | 231    | 48               | 161          | 21             | 0                  | 1         |

| Пол    | Укупно                    | Пољопривреда, лов и шумарство | Рибарство                            | Вађење руде и камена | Прерађивачка индустрија       |
| ------ | ------------------------- | ----------------------------- | ------------------------------------ | -------------------- | ----------------------------- |
| Мушки  | 63                        | 25                            | 0                                    | 1                    | 16                            |
| Женски | 44                        | 23                            | 0                                    | 0                    | 9                             |
| УКУПНО | 107                       | 48                            | 0                                    | 1                    | 25                            |
| Пол    | Производња и снабдевање   | Грађевинарство                | Трговина                             | Хотели и ресторани   | Саобраћај, складиштење и везе |
| Мушки  | 5                         | 2                             | 3                                    | 0                    | 2                             |
| Женски | 0                         | 0                             | 1                                    | 0                    | 0                             |
| УКУПНО | 5                         | 2                             | 4                                    | 0                    | 2                             |
| Пол    | Финансијско посредовање   | Некретнине                    | Државна управа и одбрана             | Образовање           | Здравствени и социјални рад   |
| Мушки  | 0                         | 2                             | 0                                    | 3                    | 0                             |
| Женски | 0                         | 0                             | 0                                    | 5                    | 5                             |
| УКУПНО | 0                         | 2                             | 0                                    | 8                    | 5                             |
| Пол    | Остале услужне активности | Приватна домаћинства          | Екстериторијалне организације и тела | Непознато            | Непознато                     |
| Мушки  | 0                         | 0                             | 0                                    | 4                    | 4                             |
| Женски | 0                         | 0                             | 0                                    | 1                    | 1                             |
| УКУПНО | 0                         | 0                             | 0                                    | 5                    | 5                             |

## Образовање
ОШ Драгољуб Илић налази се у центру села Драчић. Настанак и развој школства у овом сеоском центру има занимљиву прошлост. Према писању др Марије Исаиловић у књизи Школе у ваљевском крају, градња школе у Драчићу почела је још 1861. године. Према споразуму са мештанима, на свом имању школу је подигао Стеван Јовановић Геранчић.
Основна школа у Драчићу почела са радом 1893. године када је драчићка општина привремено уступила зграду своје суднице. Истине ради, треба подсетити да је министар просвете, својим дописом наредио да се подигне нова школска зграда, са напоменом да ће у противном школу затворити, јер је привремена зграда трошна и скоро неупотребљива.
Један од првих учитеља школе у Драчићу био је владика Николај Велимировић, касније епископ охридски и жички, истакнути теолог и говорник. Међутим, 1941. запаљена је школска зграда у Драчићу и током борби погинуо је Драгољуб Илић, учитељ у школи по коме је она касније и добила име. Настава је одржавана по сеоским кућама, све до 1945. године када је школа  обновљена. Оронула школска зграда оштећена је земљотресом у пролеће 1999. године кад и почиње изградња  нове школе.
Нова школа је отворена 17. септембра 2000. године, направљена и опремљена по најсавременијим критеријумима. Нова школска зграда је површине 2886 м2. Састоји се од приземља, два спрата и поткровље, где је смештено 8 учионица, 6 кабинета, библиотека, фискултурна сала, 5 канцеларија, наставничка канцеларија, трпезарија, две чајне кухиње. У пространом холу школе налази се мали етно музеј који радо посећују ученици из других школа, најчешће градских јер представља прави раритет, а служи као очигледан пример за изборни предмет Народна традиција. Нова модерна школа, рађена према пројекту арх. Данке Марковић, доминира читавим селом на понос и дику становника овог краја. Асфалтним путем је повезана са Ваљевом где саобраћају локални аутобуси па је олакшан превоз ђака. Архитектонски је ослоњена на традицију, модерна и савремена по својим садржајима. У свом склопу школа има пет издвојених одељења у селима Жабари, Пријездић, Бачевци и Букови у којима се изводи разредна настава у комбинованим одељењима или као неподељена школа.

## Галерија
- Драчић - панорама
- Драчић - панорама
- Драчић - панорама
- Драчић - панорама
- Драчић - панорама
- Драчић - панорама
- Основна школа у Драчићу
- Храм Светих Апостола Петра и Павла у Драчићу
- Јавни парк језеро Драчић поред игралишта
- Стална музејска поставка у Ваљеву